# ローマ劇場 (アンマン)
アンマンのローマ劇場（アンマンのローマげきじょう、英: Amman Roman theatre）は、ヨルダンの首都アンマンに位置する2世紀に築かれた構造物で、規模およそ6000席というヨルダン最大のローマ劇場である。

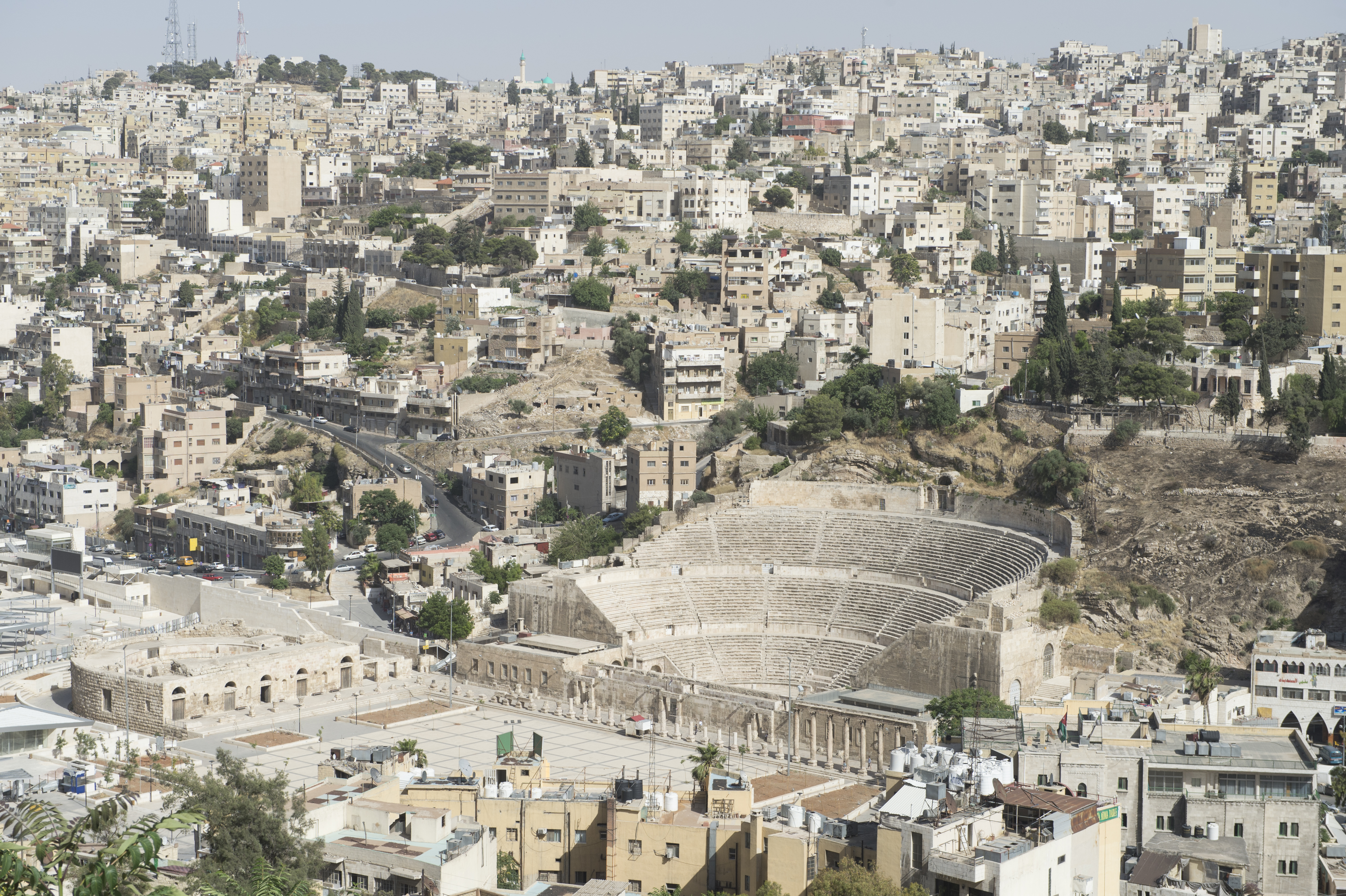
アンマン城塞から見た旧市街の丘にあるローマ劇場と前方のフォルム、左側にオデオン

アクロポリスにあたるアンマン城塞の南麓に延びていたワジ（Wadi ‛Amman〈ワディ・アンマン〉）に沿って、ローマ帝国時代のローマ劇場のほか、フォルム（広場）、オデオン、ニンファエウム（アンマンのニンファエウム）が構築されていた。
古代ローマの劇場は、現在、ヨルダン・ハシミテ王国の首都アンマンの東部、ダウンタウンとなる旧市街の丘 (Jabal Al-Joufeh〈Al-Joufah〉) の斜面に位置している。北東側には同時代に建設された500席ほどの小劇場であったアンマンのオデオンがある。また、ローマ劇場の前方（北側）は、ローマ時代のフォルム（広場）となる。

## 歴史
アンマンは、初期鉄器時代まで（紀元前1300-前1200年頃）には、アンモンの首都「ラバト・アンモン」 (Rabbath-Ammon) となる。2010年、アンマンのローマ劇場前方のフォルムの改修時に、アンモン (Ammon) 王を模した2メートル余り (2.10m) の鉄器時代 II 期の玄武岩の立像が発見された。また、1961年のローマ劇場の発掘調査時には、玄武岩のアラム文字碑文の断片が発見されている。
紀元前3世紀、プトレマイオス2世フィラデルフォス（在位紀元前285-246年）に占領されると「フェラデルフィア」と呼ばれるようになり、紀元前63年からのローマ支配以降もその名で知られた。ローマ劇場の前面のフォルムから発見された水平材（エンタブラチュア）のアーキトレーブの碑文より、皇帝アントニヌス・ピウス（在位138-161年）の時代の建造が認められることから、アンマンのローマ劇場はその時代に建設もしくは拡張されたといわれる。
10世紀にアラブの地理学者が「ソロモン王の娯楽場」と称したというアンマンのローマ劇場も長きにわたり荒廃していたが、1957年より修復され、現在は演奏会や演劇の会場として、アル・バラド音楽祭、アンマン・オペラフェスティバル (Amman Opera Festival; AOF)、アンマンマラソンの表彰式などさまざまな文化行事に使用されている。

## 構造

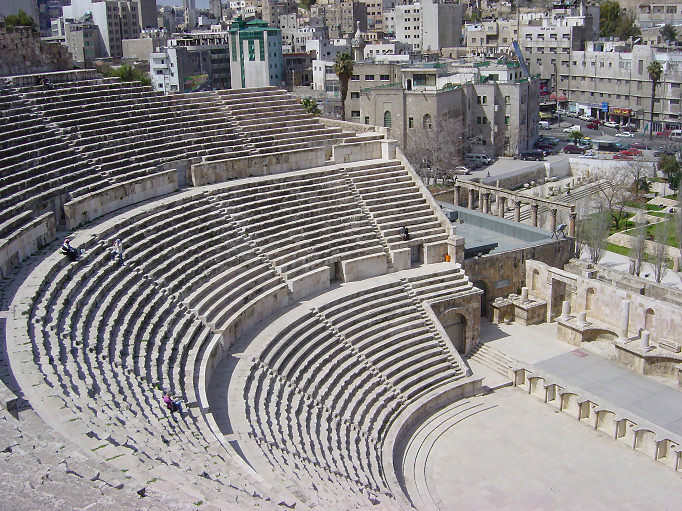
ローマ劇場の座席部（カウェア）

丘の傾斜面に築かれた巨大な観客席には、およそ6000人が収容可能であり、観客から太陽を遮るように北を向いている。半円形で階段状の座席部（カウェア、Cavea）は、直径102メートルで、上下2本の水平通路 (praecinctio〈ギリシア語: diazomata〉) により客席層は社会階級によって3区画に分割され、上層 (summa cavea) 17段、中層 (media cavea) ・下層 (ima cavea) 各14段もしくは合計44段とされる。また、座席部を垂直に分割する階段 (scalae 〈ギリシア語: klimakes〉) により、座席の分画 (cunei 〈ギリシア語: kerkides〉) は、上層8列、中・下層は7列となる。
丘の斜面に接する上層座席部の背後には、高さ最大4.1メートルの壁面の回廊があり、この頂点にドーム天井を持つ小祠堂（英: Antae temple）があり、左右に壁龕を備える。ここにあった女神アテーナー像は、現在、ヨルダン博物館に収蔵される。
半円形のオルケストラ (orchēstra) は、半径13メートル（直径26.75m）となる。舞台（演壇）の高さは1.5メートルで、舞台棟の幅は約100メートル (95.5m) であり、おそらく3階建てであったといわれる。今日、舞台の両脇に2つの博物館があり、向かって右側（東）に「民族伝統博物館」（英: Museum of Popular Traditions、1971年開館）、左側（西）に民俗博物館（英: Folklore Museum、1975年開館）が開設されている。劇場に接するフォルムの大きさは100×50メートルで、前面には列柱（コロネード）の遺構が見られる。